# Somersby (Lincolnshire)
Somersby est un village du Lincolnshire, en Angleterre.